# Капустянка
Капустя́нка — село Савранської селищної громади у Подільському районі Одеської області в Україні. Населення становить 468 осіб.

## Історія
Засноване в другій половині XVIII століття як село Росоховата (Просоховата). Входило до складу Новоросійської, а згодом до Подільської губернії Російської імперії. В 30-х рр. XIX ст. було перейменовано в Капустянку.
Під час організованого радянською владою Голодомору 1932—1933 років померло щонайменше 16 жителів села.
Колишній орган місцевого самоуправління — Капустянська сільська рада.
12 червня 2020 року, відповідно до Розпорядження Кабінету Міністрів України від № 724-р «Про визначення адміністративних центрів та затвердження територій територіальних громад Одеської області», увійшло до складу Савранської селищної територіальної громади.
19 липня 2020 року, в результаті адміністративно-територіальної реформи і ліквідації Савранського району, село увійшло до складу новоутвореного Подільського району Одеської області.

## Населення
Згідно з переписом УРСР 1989 року чисельність наявного населення села становила 505 осіб, з яких 215 чоловіків та 290 жінок.
За переписом населення України 2001 року в селі мешкало 467 осіб.

### Мова
Розподіл населення за рідною мовою за даними перепису 2001 року:
| Мова       | Відсоток |
| ---------- | -------- |
| українська | 92,09 %  |
| молдовська | 4,49 %   |
| російська  | 2,56 %   |
| гагаузька  | 0,64 %   |
| угорська   | 0,21 %   |